# TOKYO TEPPAN FRIDAY
『TOKYO TEPPAN FRIDAY』（トーキョー・テッパン・フライデー）はTOKYO FMで2020年4月3日に始まったラジオの情報ワイド番組。放送時間は毎週金曜 15:00 - 17:00。

## 概要
これまでの『TOKYO SOUNDS GOOD』の放送枠と『TOKYO SPORTS GOOD』の役割を引き継ぎ、新しい金曜午後から夕方にかけての東京ローカルの情報ワイド番組として放送を開始した。
この番組では放送曜日である金曜日に合わせ、「週末のエンタテイメント」に特化し、東京都内で展開される、カルチャー・スポーツ・エンタテイメントを届ける「週末のテッパン」の情報ワイド番組である。
当番組は銀座ソニーパークに設けられている『TOKYO FM Ginza Sony Park Studio』から公開生放送を行う予定だったが、新型コロナウイルスによる感染症の拡大防止のため、番組開始時から半蔵門のTOKYO FM本社から非公開で放送を行っている。状況次第では同所からの公開生放送を実施する予定だった。しかし、『TOKYO FM Ginza Sony Park Studio』が2021年5月31日で撤退した。
以上のことから、同所からの公開生放送は実現しなかった。
番組ではSNSでリスナーとのコミュニケーションが活発であることが特徴である。中西、横山の発言に対してツッコミを入れる、同情、感想を呟くなどが頻繁に起こる。公式アカウントを放送中に中西本人が更新したり、リスナーがイラストを作成し注目を集めたり、公式へ写真を提供しコミュニケーションを楽しんだりと双方向で交流を深めている。特に横山はリスナーからのイラストを自身のSNS上に起用することがあるなど、リスナーとの距離感が近いことも持ち味になっている。

## パーソナリティ
- 中西哲生
- 横山ルリカ

## 放送時間
- 金曜15:00 - 16:55（2020年4月4日 - 2021年3月26日）
- 金曜15:00 - 17:00（2021年4月2日 - ）

## タイムテーブル
- 15:00 オープニング
- 15:20 Ginza Sony Park インフォメーション
- 15:35 ゼビオ presents THE Leaders

クロノス→TOKYO SPORTS GOODからの引継コーナー。スポーツ関係者とのインタビューの模様を放送。ゼビオ各店でも放送の模様が聴ける。
- 15:45 フロンターレリクエスト

クロノス→TOKYO SPORTS GOODからの引継コーナー。川崎フロンターレのスタッフや関係者と電話を繋ぐ。
- 15:53 TOKYO FM NEWS
- 15:55 TOKYO FM トラフィックレポート
- 16:00 16時台オープニング
- 16:10 TEPPAN競馬部
- 16:30 ジョルダン乗換案内 "てつぶら"
- 16:50 TOKYO FM トラフィックレポート

### 過去のコーナー
- 16:30 TOKYO LOCAL GOOD with トヨタモビリティ東京

毎月東京都内のひとつの市区町村を特集し、その地域に関連した情報を取り上げる。TOKYO SOUNDS GOODから引き継がれて放送したが、2020年9月25日放送分で終了。